# 셰프 드 퀴진

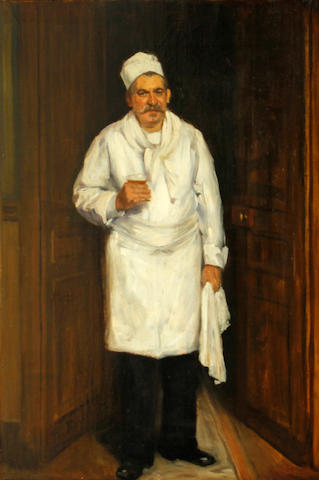

셰프 드 퀴진(프랑스어 발음: [ʃɛf.də.kɥi.zin], 프랑스어로 '주방장'을 의미), 헤드 셰프(head chef)는 주방과 요리사를 이끄는 셰프이다. 이그제큐티브 셰프(executive chef)는 여러 주방과 직원을 관리하는 셰프이다.

## 역할
셰프 드 퀴진은 일반적으로 메뉴 작성, 주방 직원 관리, 재고 및 장비 주문 및 구매, 플레이팅 디자인, 영양, 안전 및 위생 강화, 식사 품질 보장 등 주방과 관련된 모든 활동을 담당한다. 이것들은 레스토랑에서 제공되는 것이다. 셰프 드 퀴진(Chef de Cuisine)은 "주방의 책임자" 또는 "주방 매니저"를 의미하는 전통적인 프랑스어 용어로, 이를 통해 영단어 셰프(chef)가 파생되었다. 헤드 셰프는 이그제큐티브 셰프와 같은 직무를 가진 사람을 지칭하는 경우가 많지만, 규모가 큰 레스토랑에서는 일반적으로 총지배인과 같이 헤드 셰프를 총괄하는 사람이 있어 메뉴 방향 등 총괄적인 결정을 내리고 최종 결정권을 가진다. 직원 고용 및 관리 결정에 관한 권한을 갖고 식당의 전반적인 분위기와 스타일을 설정한다. 이는 종종 여러 레스토랑을 담당하는 수석 셰프의 경우이다. 식품 공급 업체, 케이터링 이사, 장비 공급 업체, 재정 컨설턴트, 미디어, 위생 검사관 및 영양사와 함께 일할 수 있다.
이그제큐티브 셰프는 일반적으로 고객의 음식 준비나 케이터링에 참여하지 않는다. 셰프(chef)라는 단어가 포함된 직위에도 불구하고 이그제큐티브 셰프가 요리를 하고 주방에 있는 것은 드문 일이다.

## 같이 보기
- 주방여단